# Louisburg, Kansas
Louisburg är en ort i Miami County i Kansas. Vid 2020 års folkräkning hade Louisburg 4 969 invånare.